# Azerbeidzjaanse Nationale Academie van Wetenschappen
De Azerbeidzjaanse Nationale Academie van Wetenschappen  (Azerbeidzjaans: Azərbaycan Milli Elmlər Akademiyası, afgekort tot AMEA) is de academie van wetenschappen van Azerbeidzjan. Ze is gevestigd in Bakoe. Het houdt zich bezig met de exacte wetenschappen en technologie. De academie functioneert als een genootschap van wetenschappers die middels coöptatie nieuwe mensen en researchinstituten opnemen en is een belangrijk wetenschappelijk adviesorgaan van de Azerbeidzjaanse regering. De organisatie is opgericht op 23 januari 1945 onder de naam Academie van Wetenschappen van de Azerbeidzjaanse SSR (Azərbaycan SSR Elmlər Akademiyası), toen Azerbeidzjan deel uitmaakte van de Sovjet-Unie als de Azerbeidzjaanse Socialistische Sovjetrepubliek. De huidige naam dateert van 1991, na het uiteenvallen van de Sovjet-Unie en de onafhankelijkheid van Azerbeidzjan.